# Troy Bodie
Troy Bodie (* 25. ledna 1985 Portage la Prairie, Kanada) je kanadský profesionální hokejista, který v současné době hraje v NHL za Anaheim Ducks. V roce 2003 byl draftován týmem Edmonton Oilers jako 278. v pořadí.

## Hráčská kariéra
Bodie byla draftován v roce 2003 jako 278. v pořadí týmem Edmonton Oilers. Začínal ve Western Hockey League v dresu Kelowna Rockets. Sezonu 2006–07 odehrál v East Coast Hockey League v klubu Stockton Thunder a také v AHL v Hamilton Bulldogs. Poté se ve stejné soutěži objevil v sestavě týmu Springfield Falcons.
22. července 2008 podepsal jednoletý kontrakt s Anaheimem Ducks. Ročník 2008–09 z velké části odehrál v AHL v dresu Iowa Chops. Na čtyři zápasy se ale v NHL v sestavě Ducks přece jen objevil, ale nezískal přitom ani jeden kanadský bod.
Bodie přesto 30. června 2009 znovu s Ducks podepsal smlouvu, tentokrát dvouletou.
16. listopadu 2010 přestoupil do klubu Carolina Hurricanes. 12. října 2011 Bodie opět podepsal smlouvu s Ducks, stejně jako minule dvouletou.

## Klubové statistiky
| Sezona                 | Klub                    | Soutěž       | Základní část | Základní část | Základní část | Základní část | Základní část | Play off | Play off | Play off | Play off | Play off |
| Sezona                 | Klub                    | Soutěž       | Z             | G             | A             | B             | TM            | Z        | G        | A        | B        | TM       |
| ---------------------- | ----------------------- | ------------ | ------------- | ------------- | ------------- | ------------- | ------------- | -------- | -------- | -------- | -------- | -------- |
| 2001/2002              | Central Plains Capitals | MMHL         | 40            | 22            | 21            | 43            | 10            | —        | —        | —        | —        | —        |
| 2002/2003              | Kelowna Rockets         | WHL          | 35            | 4             | 4             | 8             | 36            | 11       | 1        | 1        | 2        | 2        |
| 2003/2004              | Kelowna Rockets         | WHL          | 71            | 8             | 12            | 20            | 112           | 17       | 7        | 3        | 10       | 6        |
| 2004/2005              | Kelowna Rockets         | WHL          | 72            | 24            | 24            | 48            | 96            | 24       | 4        | 13       | 17       | 26       |
| 2005/2006              | Kelowna Rockets         | WHL          | 72            | 28            | 25            | 53            | 117           | 12       | 5        | 4        | 9        | 8        |
| 2006/2007              | Stockton Thunder        | ECHL         | 46            | 21            | 17            | 38            | 80            | 6        | 0        | 2        | 2        | 6        |
| 2006/2007              | Hamilton Bulldogs       | AHL          | 20            | 0             | 1             | 1             | 29            | —        | —        | —        | —        | —        |
| 2007/2008              | Springfield Falcons     | AHL          | 62            | 9             | 6             | 15            | 108           | —        | —        | —        | —        | —        |
| 2008/2009              | Iowa Chops              | AHL          | 71            | 15            | 12            | 27            | 105           | —        | —        | —        | —        | —        |
| 2008/2009              | Anaheim Ducks           | NHL          | 4             | 0             | 0             | 0             | 0             | —        | —        | —        | —        | —        |
| 2009/2010              | San Antonio Rampage     | AHL          | 16            | 2             | 1             | 3             | 43            | —        | —        | —        | —        | —        |
| 2009/2010              | Toronto Marlies         | AHL          | 16            | 6             | 4             | 10            | 13            | —        | —        | —        | —        | —        |
| 2009/2010              | Anaheim Ducks           | NHL          | 44            | 5             | 2             | 7             | 80            | —        | —        | —        | —        | —        |
| 2010/2011              | Anaheim Ducks           | NHL          | 9             | 0             | 1             | 1             | 7             | —        | —        | —        | —        | —        |
| 2010/2011              | Carolina Hurricanes     | NHL          | 50            | 1             | 2             | 3             | 54            | —        | —        | —        | —        | —        |
| Celkem v NHL           | Celkem v NHL            | Celkem v NHL | 107           | 6             | 5             | 11            | 141           | —        | —        | —        | —        | —        |
| Konec hokejové kariéry |                         |              |               |               |               |               |               |          |          |          |          |          |